# Зонгулдак (басейн)
Зонгулдак (тур. Zonguldak) — кам'яновугільний басейн в Туреччині. Відкритий в 1822 році, промислова експлуатація — з 1850 року.

## Характеристика
Протягається на 100 км вздовж Чорноморського узбережжя. Загальні запаси вугілля 1276 млн т. Вугленосність приурочена до відкладень намюрського (потужність 1100—1450 м) і вестфальського (700—1000 м) ярусів верхнього карбону. Басейн розташований в межах герцинського масиву, трансформованого в альпійську еру тектогенезу. Камяновугільні вугленосні відклади складають ядра антиклінальних структур і порушені численними скидами, амплітуда яких досягає 600 м. Кути падіння вугленосних порід 20-30°, місцями до 45°. Основне економічне значення має район Зонгулдак. Тут вугленосні відклади несуть 17 робочих пластів вугілля загальною потужністю 23-34 м. Вугілля коксівне. Зольність — 2-26%; вихід летких речовин 29-46%; вологість близько 1%; вміст сірки незначний. Теплота згоряння 33,8-35,5 МДж/кг.

## Технологія розробки
Видобуток ведеться шахтами. Вугільні пласти відрізняються високою газоносністю (до 100 м³/т). Розкриття на великих шахтах (3-4 тис. т на добу) ведеться вертикальними стовбурами, на інших — похилими.
Система розробки в основному суцільна, на крутих пластах (потужністю до 4 м) — горизонтальними шарами. Управління гірничим тиском в 70% лав здійснюється плавним опусканням покрівлі на кострове кріплення, застосовується гідрозакладання. Виїмка вугілля в лавах (довжина 80 м) ведеться буропідривним способом і відбійними молотками. Підземний транспорт конвеєрний і рейковий; на великих шахтах — скіповий підйом.
В басейні діє 4 збагачувальні фабрики сумарною потужністю 2180 т вугілля на рік. Близько 80% видобутку споживається металургійною промисловістю, близько 13% — ТЕС.